# Pichit Burapavong
Pichit Burapavong (taj. พิชิต บูรพวงศ์; ur. 5 maja 1944) – tajski strzelec, olimpijczyk. 
Startował na igrzyskach w 1976 roku (Montreal) i 1984 roku (Los Angeles). W Montrealu, zajął 54. miejsce w skeecie ex aequo z Esfandiarem Larim (Iran), a w tej samej konkurencji w Los Angeles zajął przedostatnią, 68. pozycję.

## Wyniki olimpijskie
| Igrzyska | Konkurencja | Wynik       | Miejsce | Źródło |
| -------- | ----------- | ----------- | ------- | ------ |
| IO 1976  | Skeet       | 179 punktów | 54T     | [ 1 ]  |
| IO 1984  | Skeet       | 142 punkty  | 68.     | [ 2 ]  |